# Orbiter (videójáték, 2000)
Az Orbiter űrrepülés-szimulációs videójáték, melyet Martin Schweiger fejlesztett. A program első változata 2000. november 27-én, míg az „Orbiter 2016” legújabb kiadás 2016. augusztus 28-án jelent meg.

## Mire alkalmas a program
Az Orbiter egy zárt forráskódú ingyenes szoftver, melyet Dr. Martin Schweiger, a University College London professzora készített. Dr.Martin Schweiger optikai tomográfiával foglalkozik hivatásából adódóan, de elkötelezett híve a fizikának, ezen belül az űrhajózás szimulációjának.
Az Orbiter űrrepülés szimulátort 2000-ben kezdte el fejleszteni, oktatási céllal.
A program alkalmas űrrepülések pontos szimulációjára, az egyes járművek navigációjának, valamint az űrrandevúk szimulálására, de használható a program planetárium szoftverként is, a Naprendszer tanulmányozására, de akár bolygóegyüttállásokat is tanulmányozhatunk vele, akár a jövőben, akár a múltban. A bolygók helyzetét igen pontosan ábrázolja.
A szoftver nem játékprogram, így nem lehet lövöldözni, nincsenek benne harci, taktikai helyzetek.

### Kiegészítő modulok
Mivel a program eredetileg csak a repülési szimulációra koncentrált, ezért nem volt hangja. Azonban a program több kiegészítővel látható el, melyek szintén ingyenesek, így hangmodul is letölthető hozzá, ami ma már ajánlott minden Orbiter felhasználónak.
További kiegészítőket lehet találni még az AVSIM web oldalán, mely szinte minden olyan szimulátorral foglalkozik, amely elhagyja a talajt.
Hasonlóan sokrétű, de leginkább az Orbiterhez igazodott oldal az OrbitHangar, ahol a legnépszerűbb kiegészítő modulokat találhatjuk meg.